# José de Sousa Leão
José de Sousa Leão, primeiro e único barão de Gurjaú (Recife, 19 de março de 1839 – Recife, 6 de agosto de 1908 ), foi um usineiro, militar e juiz de paz brasileiro.

## Biografia
Filho do comendador José Manuel de Sousa Leão e D. Francisca Severina Cavalcanti de Sousa Leão, casou-se com sua prima Lília Hermelinda de Sousa Leão.
Foi coronel da Guarda Nacional e dono dos engenhos Novo da Conceição e Gurjahú de Cima.
Agraciado barão de Gurjaú em 5 de maio de 1883. Algumas fontes mencionam o título como sendo "barão de Gurjabá".